# Hasan ibn Ali
Ḥasan ibn ʿAli ibn Abī Ṭālib (arab. الحسن بن علي بن أبي طالب, ur. 4 marca 625 – zm. 2 kwietnia 670) – według szyitów, drugi prawowity przywódca muzułmańskiej wspólnoty.

## Życiorys
Wnuk Mahometa, syn Fatimy i Alego, starszy brat Husajna. Przez zwolenników Alego, został po śmierci ojca ogłoszony jego następcą, chwilowo zrezygnował jednak z pretensji do kalifatu, aby zapobiec dalszej fitnie. W zamian, Mu’awija I obiecał mu ogromną sumę pieniędzy, ziemię, a także zaprzestanie dalszego prześladowania Ahl al-Bajt. Po osiedleniu w Medynie, relacje między Hasanem a Mu'awiją pogorszyły się, gdyż ten drugi naciskał na Hasana, aby ten uznał oficjalnie władzę umajjadzkiego kalifa za prawowitą. Gdy Hasan odmówił (uznanie panowania pierwszego kalifa Umajjadów oficjalnie zablokowałoby możliwość przejęcia władzy przez członków rodziny Mahometa), został on otruty przez własną żonę Dżada bint al-Aszat z rozkazu Mu’awiji.